# Trépied photographique
Pour un article plus général, voir Trépied.
Un trépied photographique est un support transportable à trois pieds conçu pour un appareil de prise de vue photographique.
Les trépieds utilisés en photographie diffèrent peu de ceux destinés au cinéma, et à l'audiovisuel.
On utilise un trépied soit pour assurer le cadrage soigné d'une photographie, soit parce que le temps de pose est trop long pour obtenir une image sans effet de « bougé ». On peut aussi utiliser un trépied en photographie pour faire du time-lapse (image par image) ou photographier de nuit sans flash en utilisant de longs temps de pose, ou bien pour figurer sur une photo grâce au déclenchement retardé. En audiovisuel, on utilise un trépied pour assurer la stabilité du cadre.

## Utilisation
Un appareil photographique enregistre l'image pendant la durée de l'exposition, généralement une fraction de seconde. Si l'axe de la prise de vue bouge pendant ce temps, l'image d'un point s'étale sur un petit secteur de la surface sensible, formant une tache allongée dans le sens du déplacement. On appelle cet effet un « flou de bougé ». Dans une prise de vue « à main levée », plus le temps de pose est long et plus il est difficile de rester immobile. Les petits mouvements involontaires changent un peu la direction vers laquelle on pointe l'appareil.  Le champ d'un objectif à longue focale s'inscrit dans un plus petit angle ; la même variation de direction pendant l'exposition balaye une plus grande partie de l'image. En 24 × 36, sans stabilisateur d'image, on conseille d'utiliser un trépied dès que le temps de pose est supérieur à l'inverse de la focale ; avec un objectif de 50 mm de focale, on envisage un pied pour les prises de vue sans flash avec une pose plus longue que 1/50 de seconde. Bien entendu, cette valeur est indicative. Pour avoir la meilleure netteté possible, on peut utiliser le pied à toutes les vitesses.
Les trépieds de construction légère peuvent être plus frêles ; pour éviter qu'ils ne vibrent, on peut placer un triangle au sol sous les extrémités des branches. Certains modèles ont un triangle intermédiaire qui les rigidifie, avec l'inconvénient  d'imposer une hauteur minimale plus grande.
En cinéma, même si l'image n'est pas affectée par le flou de bougé, le spectateur peut percevoir les déplacements du cadre quand la caméra est portée. Le trépied est le plus léger des supports disponibles ; on utilise aussi les pieds lourds, la dolly, les grues, le Steadicam.
Les pieds destinés au cinéma ou à la vidéo et ceux destinés à la photographie diffèrent principalement par leur tête. Pour l'image animée, il faut pouvoir effectuer des mouvements de rotation panoramique horizontaux ou verticaux de façon fluide. Les têtes sont munies d'amortisseurs de mouvement et souvent de ressorts qui évitent que la tête ne se trouve déséquilibrée dans un panoramique vertical. Pour rester stables pendant les mouvements malgré la résistance des freins, les pieds sont souvent plus lourds. En photographie, on peut préférer une articulation à boule. Une plaque basculante permet de passer rapidement de l'orientation horizontale à l'orientation verticale.

## Construction

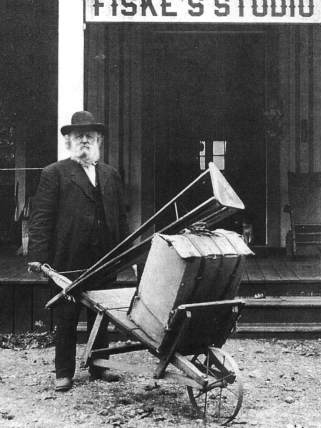
George Fiske en route pour une prise de vue avec son matériel, dont un trépied (années 1880).

Les trépieds photographiques doivent être facilement transportables, ajustables en hauteur, supporter le poids des appareils pour lesquels ils sont spécifiés, et ne pas vibrer.
On appelle « branches » les trois pieds qui se rejoignent à la plateforme centrale et « tête » le support articulé de l'appareil.

### Branches
Selon les usages auxquels le trépied est destiné, la construction des branches peut-être plus ou moins légère et plus ou moins rigide. On trouve couramment des tubes télescopiques tenu en place par des vis presse-étoupe ou des freins à levier. Les pieds destinés au cinéma ou à la vidéo doivent être plus rigides que ceux destinés à la photographie, pour absorber l'effort des freins de mouvements d'appareil. Ils sont souvent faits de deux tubes par branche dans la section supérieure. Le blocage des sections se fait alors par une vis.
L'ouverture des pieds est limitée par des butées. Certains modèles permettent plusieurs positions de butées pour adapter l'angle des branches à la hauteur désirée et permettre une position à plat par exemple.
Les branches se rejoignent sur la platine. Un niveau à bulle indique l'horizontalité de la platine, qu'on obtient en réglant la hauteur de chacune des branches, selon la même procédure que pour les trépieds de géomètre.
Les trépieds photographiques ont souvent une section verticale qui coulisse dans la plateforme pour élever ou abaisser la tête. La plateforme centrale des trépieds cinématographiques modernes est évidée en forme de bol ouvert en bas, et la base de leur tête est une portion de sphère qui se pose dans ce bol, formant une articulation permettant de mettre l'axe de rotation panoramique de la tête à la verticale rapidement, même si la platine n'est pas exactement horizontale.

### Têtes

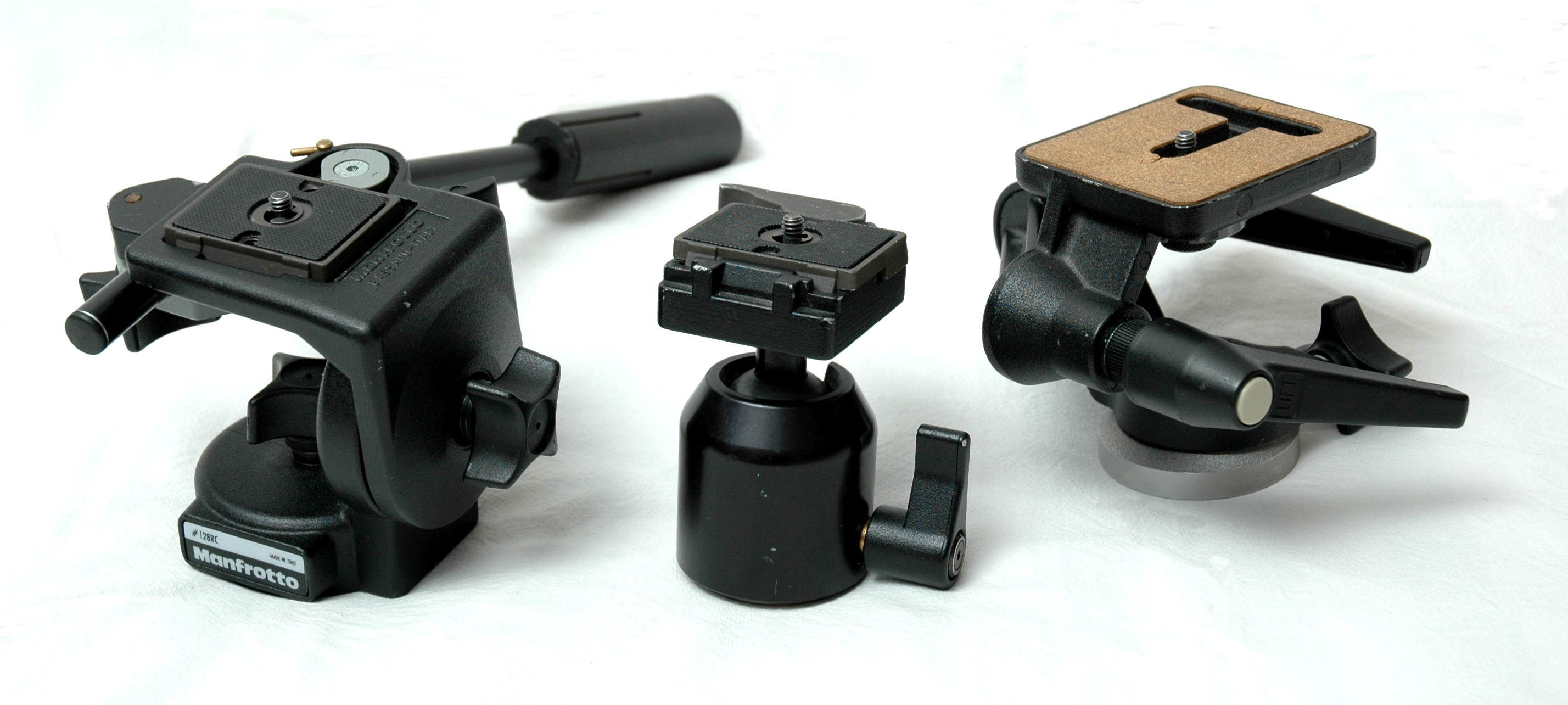
Différents types de têtes photo.

Il existe trois types principaux de têtes : 
- Les têtes à rotule construites autour d'une boule montée dans un creux, ce qui permet des mouvements dans les deux dimensions. Le boîtier est fixé à une tige qui sort de la boule, et qui porte une articulation pour basculer le boîtier entre les orientations portrait ou paysage.
- Les têtes à axes, qui ont des contrôles séparés pour chaque degré de liberté : la caméra peut ainsi être élevée sans mouvement azimutal parasite. Les manettes qui contrôlent la position peuvent être vissées pour fixer un ou deux degrés de liberté.
- Les têtes à berceau, utilisées en cinéma, dans lequel l'axe de panoramique horizontal est remplacé par un chemin de roulement semi-circulaire vertical, permettant un mouvement autour d'un axe virtuel situé au-dessus de l'appareil de prise de vues. Les mouvements peuvent être contrôlés par des manivelles.

La tête est généralement munie de deux axes, dont l'un permet d'orienter l'appareil dans le plan horizontal, sans limitation, et l'autre de l'incliner dans les limites permises par la plateforme. Les têtes destinées à la photographie remplacent quelquefois ces axes par une articulation à boule, et permettent l'orientation horizontale ou verticale du boîtier. Des vis de blocage permettent de bloquer l'appareil dans la position choisie. Les têtes destinées aux prises de vues animées ont, en plus des systèmes de blocage des axes, des freins et des ressorts de compensation destinés à faciliter l'exécution de mouvements panoramiques fluides.
Les axes des têtes panoramiques sont concourants. Le point de concours de l'axe optique et de l'axe de rotation définit le centre de rotation. On peut ainsi faire tourner l'appareil photographique autour de son centre optique et conserver le même point de vue quelle que soit son orientation. Ce type de tête trouve son application directe dans la réalisation de panoramas par assemblage.
Pour les chambres photographiques, et, à une période précoce, pour les caméras cinématographiques, on a fabriqué des têtes dont le déplacement de la platine support de l'appareil peut être contrôlé des engrenages mus par une manivelle. Dans le sens horizontal, l'engrenage prend sur une couronne dentée fixe, et on peut souvent retirer la vis pour le laisser pivoter librement. Dans le sens vertical, l'engrenage actionne une vis sans fin. Comme cette transmission ne fonctionne que dans le sens vis-engrenage, l'appareil n'a pas besoin d'être équilibré, il ne peut basculer vers l'avant ou vers l'arrière sous l'effet de son propre poids. À l'époque classique du cinéma, la plateforme actionnée par une vis sans fin est remplacée par un berceau circulaire. Comme le centre de rotation est au-dessus de la caméra, celle-ci tend à retomber, comme une nacelle de balançoire, en position médiane. La manivelle contrôle le mouvement par un engrenage, comme dans le sens horizontal, permettant des mouvements bien plus rapides qu'avec la vis sans fin. Après un apprentissage, la tête à manivelles permet d'exécuter des mouvements réguliers et fluides. Comme un tour de manivelle correspond à un angle, on peut répéter avec précision un mouvement. Pour les mouvements horizontaux, l'appareil ne risque pas de basculer La construction d'un mouvement à vis sans fin avec rattrapage de jeu mécanique présente quelques difficultés, et il en existe de plus ou moins complexe, selon l'usage auquel ils sont destinés.
Certaines têtes sont dotées de systèmes électroniques qui permettent de télécommander les mouvements du boîtier ou de la caméra, souvent à l'aide de cardans mus par de petits moteurs électriques.

### Fixation des appareils sur la tête

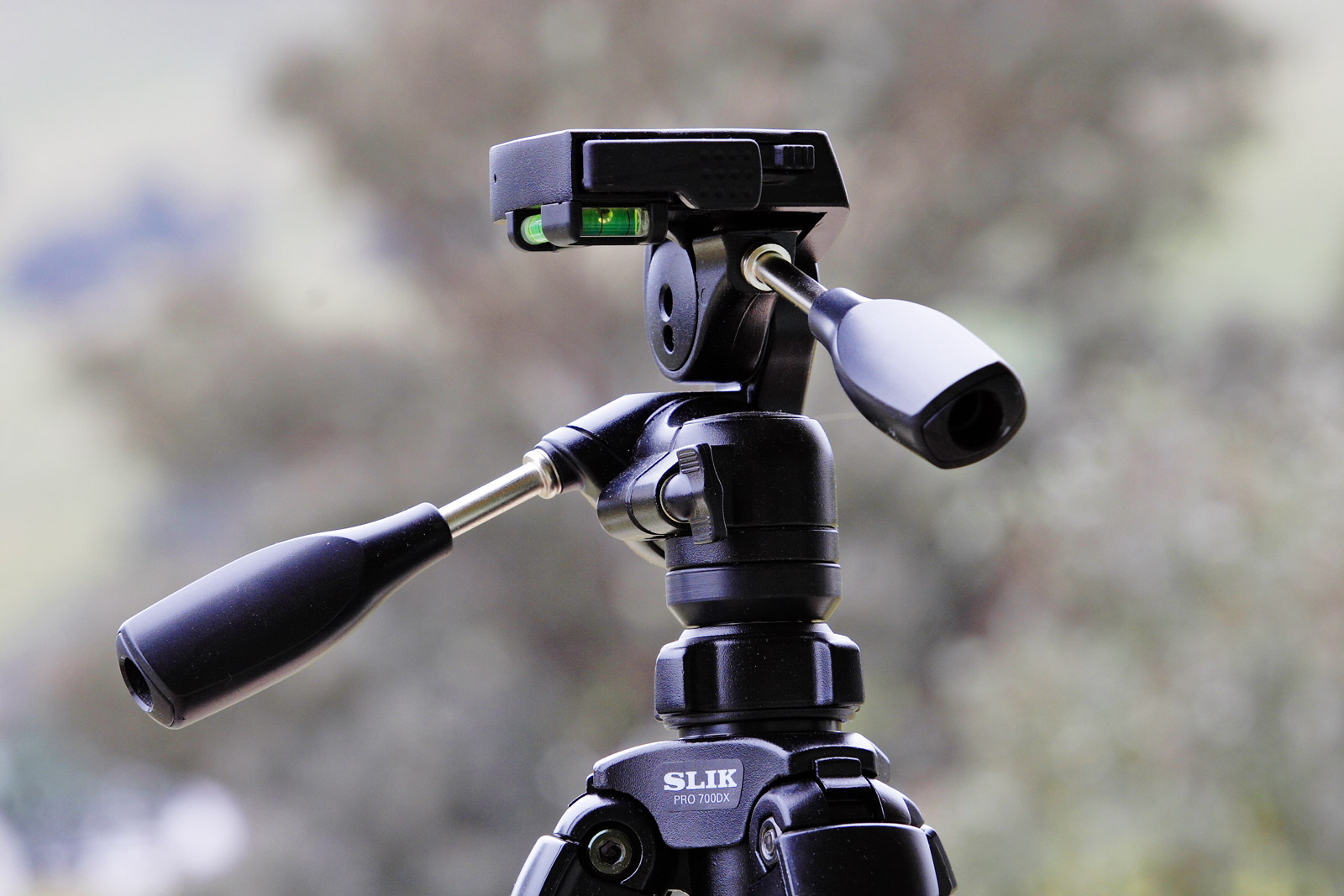
Tête classique de trépied photo, avec ses manettes pour le contrôle de la hausse et de l'azimut et niveau à bulle.

Les têtes modernes sont souvent dotées d'un système de platines qui permet de fixer et d'enlever rapidement l'appareil : la partie mâle se visse au boîtier photographique ou à la caméra, et vient s'emboîter dans la partie femelle sur la tête. Cela évite de devoir complètement visser et dévisser le boîtier à chaque fois.
De nombreuses caméras vidéo professionnelles sont équipées d'un tel système de façon permanente.
Les vis de fixation des boîtiers sont normalisées.
- Les appareils légers sont percés à la base et filetés au pas Whitworth 1/4 de pouce avec 20 filets par pouce. Ce pas est parfois appelé « pas Kodak ».
- Les appareils lourds, comme les caméras cinéma, sont percées au pas Whitworth 3/8 de pouce, 16 filets par pouce.

Un trou non fileté est quelquefois prévu dans la semelle pour assurer l'alignement de l'appareil.

## Types

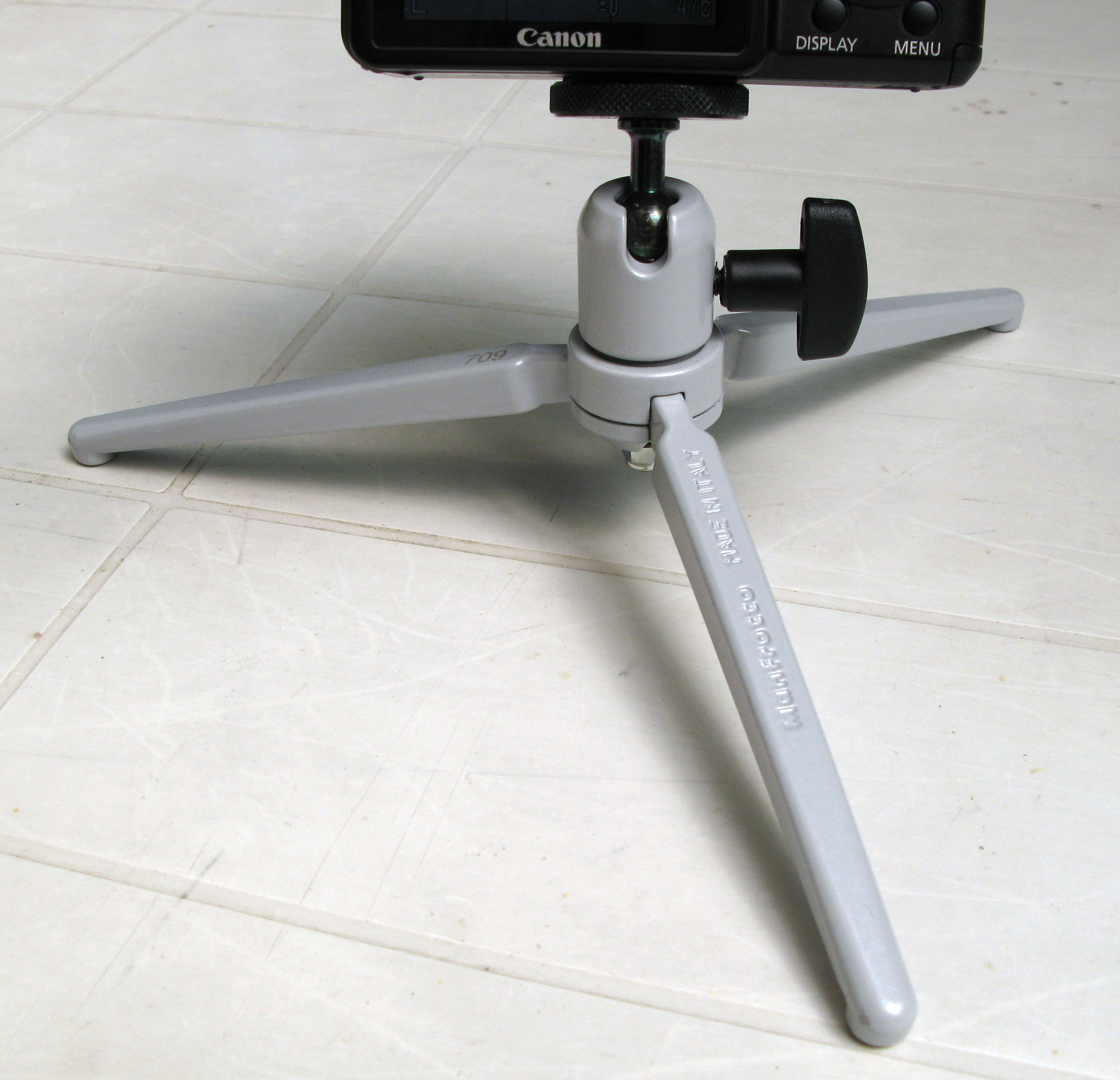
Un mini-trépied de table avec une tête à rotule.

Il existe une vaste gamme de trépieds. Les meilleur marché sont en général faits en aluminium et pièces moulées en plastique. Typiquement, leur tête est intégrée au trépied, et très sommaire — souvent insuffisante pour effectuer des mouvements de caméra élégants avec un caméscope. Elles sont souvent dotées d'une articulation qui permet de basculer le boîtier à la verticale, et d'une petite saillie destinée à orienter correctement les caméscopes.
Les meilleurs trépieds ont des têtes interchangeables et des pieds auxquels on peut fixer des accessoires pour les terrains difficiles. Leurs têtes permettent des mouvements fluides grâce à une finition soignée. Ils sont généralement fabriqués en aluminium, en bois, et parfois en acier ou même en fibre de carbone. La légèreté de la construction des pieds favorise le transport, mais n'est pas toujours avantageuse pour la prise de vues. On peut améliorer la stabilité d'un pied trop léger en le lestant. On peut par exemple suspendre entre les branches un sac contenant tout le matériel inutilisé. Beaucoup de trépieds, même bon marché, ont des niveaux à eau qui permettent de régler finement l'inclinaison de la tête.
Certains trépieds spéciaux ont de nombreuses articulations qui permettent de monter la tête à l'envers ou d'en incliner la tige de support pour arriver entre les montants du trépied. On peut ainsi faire de la macrophotographie dans la nature.
Il existe des petits trépieds de poche, qui varient entre des modèles peu onéreux mais peu stables, jusqu'à des modèles beaucoup plus chers capables de supporter des poids de plusieurs kilos. On les utilise dans les situations où un trépied complet est trop encombrant ou trop lourd.

## Alternative: le monopied
Certains photographes, notamment lors de l'utilisation de téléobjectifs, ou pour la macrophotographie de petits animaux mobiles utilisent des supports à pied télescopique unique. Ils permettent aussi d'accélérer le montage et le démontage, tout comme - grâce à leur légèreté - la mobilité (exemple des photographes de sports). Le monopied, souvent appelé « monopode », exige cependant que le photographe tienne son appareil, mais comme il ne doit plus supporter le poids de l'appareil et que la distance entre le sol et le boîtier est fixée, ce système offre une compromis 
entre stabilisation et mobilité.